# Матийо Фламини
Матийо Фламини (на френски: Mathieu Flamini) е бивш френски футболист, играл като полузащитник.

## Клубна Кариера

### Марсилия
Фламини е юноша на местния отбор Олимпик Марсилия, който носи името на града където е роден бившият френски национал. Той прави своя дебют за младежкия отбор на 20 декември 2003 година, когато побеждават Тулуза с 1:0. Фламини впечатлява отбора с представянето си и изиграва 14 мача за клуба. Заедно с Олимпик Марсилия той участва и в турнира за купата на UEFA, където привлича вниманието на всички големи отбори от Европа с победата на полуфинала срещу Нюкасъл Юнайтед. Играе и на финала срещу Валенсия, където отстъпват на испанския гранд с 2-0. Поради ранната си възраст Марсилия не може да му предложи професионален договор.

### Арсенал
На 23 юли 2004 година Фламини подписва професионален договор с Арсенал, като по този начин отказва оферта от Олимпик Марсилия, която по-рано е приел. Скоро след избухналия скандал мениджъра на Марсилия José Anigo казва: „Това е една красива измяна. Той ме използва.“ През април 2008 година, той напуска Арсенал след контузия в мач от Шампионска лига срещу Ливърпул. През април 2009 дава интервю за медиите, на което казва, че няма лоши чувства към бившия си клуб.

### Милан
Матийо Фламини подписва договор с Милан на 5 май 2008 година.  Той прави дебюта си в Серия А на 30 август 2008 при загубата от Болоня с 2-1. В началото на своя период в италианския гранд Фламини не се чувства добре защото често е оставян на резервната скамейка. След множество контузии на ключови играчи му се дава шанс и той заслужава титулярното си място и го затвърждава впоследствие. Фламини е част от шампионския отбор на Милан в сезон 2010/2011 г. Впоследствие печели и сребърните и бронзовите медали в Серия А.
На 20 юни 2012 година от Милан потвърждават, че договора на играча изтича и той става свободен агент. Две седмици по късно обаче ръководството начело с Адриано Галиани предлага на Фламини нов договор за 1 година, но с по-ниска заплата.

## Международна кариера
Фламини приема първата си покана за националния отбор на Франция от треньора Раймонд Доменек за приятелски мач срещу Аржентина на Стад дьо Франс на 7 февруари 2007.

## Стил на игра
След допитване до мениджъра на Арсенал Арсен Венгер той казва, че Фламини е играч, който върши черната работа в отбора и може да игра на две позиции – полузащитник и краен бранител.

## Статистика
Информацията е обновена до 1 септември 2013 година.
| Отбор             | Сезон             | Първенство        | Първенство | Първенство | Купи       | Купи   | Европейски турнири | Европейски турнири | Общо       | Общо   |
| Отбор             | Сезон             | Дивизия           | Асистенции | Голове     | Асистенции | Голове | Асистенции         | Голове             | Асистенции | Голове |
| ----------------- | ----------------- | ----------------- | ---------- | ---------- | ---------- | ------ | ------------------ | ------------------ | ---------- | ------ |
| Марсилия          | 2003/04           | Лига 1            | 14         | 0          | 1          | 0      | 9                  | 0                  | 24         | 0      |
| Арсенал           | 2004/05           | Висша Лига        | 21         | 1          | 7          | 0      | 4                  | 0                  | 32         | 1      |
| Арсенал           | 2005/06           | Висша Лига        | 31         | 0          | 5          | 0      | 12                 | 0                  | 49         | 0      |
| Арсенал           | 2006/07           | Висша Лига        | 20         | 3          | 6          | 0      | 6                  | 1                  | 32         | 4      |
| Арсенал           | 2007/08           | Висша Лига        | 30         | 3          | 2          | 0      | 8                  | 0                  | 40         | 3      |
| Арсенал           | Общо              | Общо              | 102        | 7          | 20         | 0      | 30                 | 1                  | 153        | 8      |
| Милан             | 2008/09           | Серия А           | 29         | 0          | 1          | 0      | 7                  | 0                  | 37         | 0      |
| Милан             | 2009/10           | Серия А           | 25         | 0          | 2          | 1      | 5                  | 0                  | 32         | 1      |
| Милан             | 2010/11           | Серия А           | 22         | 2          | 2          | 0      | 5                  | 0                  | 29         | 2      |
| Милан             | 2011/12           | Серия А           | 2          | 1          | 0          | 0      | 0                  | 0                  | 2          | 1      |
| Милан             | 2012/13           | Серия А           | 18         | 4          | 1          | 0      | 3                  | 0                  | 22         | 4      |
| Милан             | Общо              | Общо              | 96         | 7          | 6          | 1      | 20                 | 0                  | 122        | 8      |
| Арсенал           | 2013/14           | Висша Лига        | 13         | 1          | 0          | 0      | 4                  | 0                  | 17         | 1      |
| Общо за кариерата | Общо за кариерата | Общо за кариерата | 224        | 15         | 27         | 1      | 63                 | 1                  | 316        | 17     |